# Bond van Friese Vogelbeschermingswachten
De Bond van Friese Vogel(beschermings)wachten (BFVW) is een Friese vereniging voor vogelstudie en -bescherming. De vereniging is in 1947 opgericht en telt ongeveer 25.000 leden en 3800 actief bij het weidevogel beheer betrokken vrijwilligers, verdeeld over ruim 100 vogelwachten.

## Doelstellingen
De Vereniging kent vijf doelstellingen:
1. Het uitvoeren van soortgerichte vogelbescherming;
2. Het propageren van de natuurbeschermingsgedachte;
3. Het streven naar het behoud van het Friese landschap in al zijn verscheidenheid;
4. Het bevorderen van natuurstudie en de verbreiding van de kennis over de natuur;
5. Het samenwerken met andere natuur- vogel- en landschapsorganisaties.

## Geschiedenis
De Bond van Friese Vogel(beschermings)wachten, BFVW, werd in 1947 opgericht op een moment dat er door de Tweede Wereldoorlog nauwelijks nog doelmatige controle was op het rapen van eieren van weide- en watervogels. Zelfs in die tijd, met relatief veel weidevogels, dreigde een sterke aantasting van het aantal vogels. Vanaf 1942 waren er initiatieven om te komen tot de oprichting van plaatselijke vogelwachten, in 1947 resulterend in de koepelorganisatie, de Bond van Friese Vogelbeschermingswachten. 
Hoewel regulering van eierzoeken noodzakelijk werd geacht, wilde men de traditie van het eierrapen, het ‘aaisykjen’, niet verloren laten gaan. Men meende dat juist hierdoor vele mensen van jongs af aan intensief in contact gebracht werden met de vogelwereld en hun omgeving, wat zou leiden tot meer kennis over de natuur en vooral tot meer liefde, zorgzaamheid en verwondering voor de natuur.

## Weidevogelbeheer
Het leeuwendeel van de activiteiten van de BFVW is nog steeds gericht op de bescherming van de Friese weidevogels. Daarbij zijn twee uitgangspunten leidend. In de eerste plaats willen de Friese vogelwachters weidevogels beschermen in nauwe samenspraak en harmonie met boeren. Boeren spelen een belangrijke rol bij het weidevogelbeheer van weidevogels. Het zogenaamde  agrarisch natuurbeheer moet derhalve worden bevorderd; 80% van de weidevogels broedt immers op boerenland. In de tweede plaats is er systeem van nazorg. Dat de Friese vogelwachters ervoor kiezen weidevogelbescherming te combineren met het rapen (oogsten) van eieren uit de eerste legsels, vooral van kieviten, schept verplichtingen. Na het rapen van eieren is de nazorg van groot belang. De weidevogelwachten dienen de vervolglegsels van de vogels te respecteren en ook verder een respectvolle houding uit te stralen.
Behalve aan weidevogels besteedt de vereniging aandacht aan andere elementen van de Friese flora en fauna, zij het vooral aan de avifauna. Daarbinnen is er speciale aandacht voor de kerkuil, (gier)zwaluwen, de zwarte stern en de patrijs. 
De activiteiten lopen uiteen van politieke lobby, gericht op betere regelgeving. en educatie tot zeer praktische beschermingsactiviteiten zoals het verbeteren van de nestgelegenheid in het boerenland en op boerderijen.

## Organisatie
De BFVW telt 117 vogelwachten met rond de 25.000 leden. Ruim 5100 leden zijn daadwerkelijk betrokken bij de praktijk van de weidevogelbescherming. Zij hadden tot het raapverbod van kracht werd tot 1 april vergunning voor het rapen van een beperkt aantal kievitseieren. De vereniging geeft het blad Vanellus uit. Sinds 2004 heeft de vereniging een professionele beleidsmedewerker, werkzaam op het Bondsbureau te Wieuwerd. Naast een hoofdbestuur zijn er diverse commissies, voor PR, Educatie, Nazorg (weidevogels) en Broedzorg (andere vogels).